# Nucleus (zespół muzyczny)
Nucleus, (ang. jądro, rdzeń) – brytyjski zespół jazzowo-progresywny, założony w 1969 roku przez Iana Carra. Pierwszy skład tworzyli Ian Carr (trąbka, flugelhorn), Karl Jenkins (obój, fortepian), Brian Smith (saksofon, flet), Chris Spedding (gitara), Jeff Clyne (gitara basowa) i John Marshall (perkusja).

## Dyskografia
- 1970 We'll Talk About It Later
- 1970 Elastic Rock
- 1971 We'll Talk About it Later
- 1971 Solar Plexus
- 1972 Belladonna
- 1973 Labyrinth
- 1973 Roots
- 1974 Under the Sun
- 1975 Alley Cat
- 1975 Snakehips Etcetera
- 1979 Out Of The Long Dark